# Иона (Луанга)
Митрополи́т Ио́на Луанга (англ. Metropolitan Jonah Lwanga; 18 июля 1945, Ддегея, Центральная область — 5 сентября 2021, Афины) — епископ Александрийской православной церкви, старец-митрополит Кампальский (1997—2021), ипертим и экзарх всей Уганды.

## Биография
Родился 18 июля 1945 года в семье Джорджа Уильяма Кайонджо и Кезии Набитаки в Ддегее, в современном районе Луверо, всего за год до того, как православие было признано британским колониальным правительством.
Приходился внуком Обадии Басаджикитало (Obadiah Basajjakitalo), одного из основателей православия в Уганде. По собственным воспоминаниям: «Я вырос в доме своего деда, Обадии. Конечно, я часто видел и о. Спартаса. Это были очень активные люди, которые много заботились о других. Отец Спартас был прирожденным лидером. Он окончил несколько классов школы, а всему остальному научился сам. А мой дед вообще никогда не ходил в школу. Он был самоучкой».
С 1952 по 1964 годы получил среднее образование в Булемези и Кяддонодо в Уганде. С 1965 по 1968 году обучался в семинарии на Крите, а с 1968 по 1973 годы — на философском факультете Афинского университета. С 1973 по 1978 год обучался в богословской школе Афинского университета.
С 1979 по 1981 годы был секретарём православной Миссии в Уганде при архиепископе Фрументие (Насиосе). 1 мая 1981 года был рукоположен в сан диакона. В октябре епископ Андрусский Анастасий (Яннулатос), прибыл в Кению, чтобы стать викарием в Восточной Африке после кончины архиепископа Фрументия. За время его пребывания в должности Восточноафриканская миссия существенно расширилась.
В 1982 году епископом Анастасием рукоположен в сан священника. В том же году в качестве профессора богословия он был направлен в духовную школу Макария III в Рируте, Найроби, которая была открыта годом ранее. За это время он был возведён в сан архимандрита. Работал там вместе с профессором Андреасом Тиллиридесом.
26 июля 1992 года в Найроби хиротонисан во епископа Букобаского для управления миссией в Танзании.
С 1992 по 1995 годы — представитель Синдесмоса в Южной Африке.
12 марта 1997 года избран митрополитом Кампальским, ипертимом и экзархом всей Уганды. В мае того же года состоялась его интронизация, которую возглавил патриарх Александрийский Пётр VII.
В декабре 2014 года в своей проповеди за Литургией по случаю праздника Рождества Христова в православном соборе св. Николая Чудотворца в Кампале сказал, что Православная церковь должна противостоять распространению исламского экстремизма в Африке. Он призвал христиан Уганды углублять свои познания в христианском вероучении и занимать более активную жизненную позицию.
24 октября 2017 года папой и патриархом Александрийским Феодором II был пожалован титулом старца-митрополита.
Скончался 5 сентября 2021 года от сердечного приступа в Афинах, где находился в связи с лечением онкологического заболевания.